# 马德琳·布鲁克斯
马德琳·布鲁克斯（Madeleine Brooks，1997年3月9日—），英国女子网球运动员，目前主攻双打。截至2024赛季，布鲁克斯在ITF女子世界网球巡回赛有4个双打冠军。
在进入职业网坛之前她代表利普斯科姆大学打大学网球，她收到了全额奖学金。
布鲁克斯与同胞莎拉·贝丝·格雷合作，在2024年5月于日本的ITF女子巡回赛W75级别赛事久留米杯上赢得了她在ITF的首场比赛。
她与艾丽西亚·巴尼特一起在2024年泰国网球公开赛2上首次亮相WTA巡回赛，在那里她们进入半决赛。
在2024赛季她获得了4个ITF巡回赛双打冠军（3个W75级别，1个W50级别），她的年终排名也来到职业生涯最高的第127位。